# Закриссон, Хампус
Карл Хампус Закриссон (швед. Karl Hampus Zackrisson; род. 24 августа 1994, Чинна, Швеция) — шведский футболист, защитник клуба «Варберг».

## Клубная карьера
Футболом начал заниматься в клубе «Скене». В 14-летнем возрасте перебрался в школу «Гётеборга». С 2012 года стал привлекаться к тренировкам с основным составом клуба. 3 июля впервые попал в официальную заявку команды на матч с «Юргорденом», но на поле не появился. 13 июля 2013 года в игре очередного тура с «Броммапойкарной» Закриссон дебютировал в чемпионате Швеции, появившись на поле на 32-й минуте вместо Понтуса Фарнеруда. В 2013 году вместе с молодёжной командой Хампус стал чемпионом Швеции.
8 декабря 2014 года стал игроком «Дегерфорса», подписав с клубом контракт, рассчитанный на три года. Первую игру в составе нового клуба провёл 3 апреля 2015 года в матче первого тура нового сезона в Суперэттане против «Утсиктена», появившись на поле в стартовом составе. За три сезона, проведённых в команде принял участие в 70 встречах в различных турнирах.
2 января 2018 года подписал двухлетний контракт с «Варбергом», также выступающим в Суперэттане. По итогам сезона 2019 года вместе с клубом занял второе место в турнирной таблице и завоевал путёвку в Алльсвенскан. 15 июня 2020 года впервые сыграл за основной состав в чемпионате Швеции, отыграв все 90 минут в гостевой встрече с «Хельсингборгом». 19 июля в матче против АИК забил первый мяч в карьере, благодаря чему принёс своей команде ничью.

## Карьера в сборной
В 2013 году сыграл два товарищеских матча в составе юношеской сборной Швеции до 19 лет. 9 октября в игре со сверстниками из Финляндии Закриссон вышел в стартовом составе и на 14-й минуте получил жёлтую карточку.

## Достижения
Гётеборг
- Серебряный призёр чемпионата Швеции: 2014

Варберг
- Серебряный призёр Суперэттана: 2019

## Клубная статистика
| Выступление      | Выступление      | Выступление      | Лига | Лига | Кубки | Кубки | Конт. кубки | Конт. кубки | Разное | Разное | Итого | Итого |
| Клуб             | Лига             | Сезон            | Игры | Голы | Игры  | Голы  | Игры        | Голы        | Игры   | Голы   | Игры  | Голы  |
| ---------------- | ---------------- | ---------------- | ---- | ---- | ----- | ----- | ----------- | ----------- | ------ | ------ | ----- | ----- |
| Гётеборг         | Алльсвенскан     | 2013             | 1    | 0    | 0     | 0     | 0           | 0           | 0      | 0      | 1     | 0     |
| Гётеборг         | Алльсвенскан     | 2014             | 2    | 0    | 1     | 0     | 0           | 0           | 0      | 0      | 3     | 0     |
| Гётеборг         | Итого            | Итого            | 3    | 0    | 1     | 0     | 0           | 0           | 0      | 0      | 4     | 0     |
| Дегерфорс        | Суперэттан       | 2015             | 27   | 0    | 1     | 0     | 0           | 0           | 0      | 0      | 28    | 0     |
| Дегерфорс        | Суперэттан       | 2016             | 20   | 0    | 0     | 0     | 0           | 0           | 0      | 0      | 20    | 0     |
| Дегерфорс        | Суперэттан       | 2017             | 21   | 0    | 1     | 0     | 0           | 0           | 0      | 0      | 22    | 0     |
| Дегерфорс        | Итого            | Итого            | 68   | 0    | 2     | 0     | 0           | 0           | 0      | 0      | 70    | 0     |
| Варберг          | Суперэттан       | 2018             | 27   | 0    | 4     | 0     | 0           | 0           | 2      | 0      | 33    | 0     |
| Варберг          | Суперэттан       | 2019             | 26   | 0    | 3     | 0     | 0           | 0           | 0      | 0      | 29    | 0     |
| Варберг          | Алльсвенскан     | 2020             | 24   | 1    | 0     | 0     | 0           | 0           | 0      | 0      | 24    | 1     |
| Варберг          | Алльсвенскан     | 2021             | 20   | 0    | 1     | 0     | 0           | 0           | 0      | 0      | 21    | 0     |
| Варберг          | Итого            | Итого            | 97   | 1    | 8     | 0     | 0           | 0           | 0      | 0      | 105   | 1     |
| Всего за карьеру | Всего за карьеру | Всего за карьеру | 168  | 1    | 11    | 0     | 0           | 0           | 2      | 0      | 181   | 1     |